# Trehörna
Trehörna är en småort och kyrkby i Trehörna socken i Hålaveden i Ödeshögs kommun i Östergötland. 
Trehörna ligger vid insjön Trehörningen (eller Trehörnasjön). Trehörna kyrka ligger i byn.
Trehörna skola stängdes år 2007 och såldes till Peter Frejhagen 2010, och skolan gjordes om till en hotell- och konferensanläggning. År 2016 blev skolan ett asylboende för 13 familjer som sökte asyl.
Sommaren 2017 planerades Trehörna skola att öppnas som folkhögskola igen, men det blev inte av och byggnaden är fortfarande en hotell- och konferensanläggning.

## Befolkningsutveckling
| Befolkningsutvecklingen i Trehörna 1980–2015        | Befolkningsutvecklingen i Trehörna 1980–2015 | Befolkningsutvecklingen i Trehörna 1980–2015 | Befolkningsutvecklingen i Trehörna 1980–2015 | Befolkningsutvecklingen i Trehörna 1980–2015 |
| --------------------------------------------------- | -------------------------------------------- | -------------------------------------------- | -------------------------------------------- | -------------------------------------------- |
|                                                     |                                              |                                              |                                              |                                              |
| År                                                  |                                              |                                              | Folkmängd                                    | Areal (ha)                                   |
| 1980                                                | 1980                                         |                                              | 213                                          |                                              |
| 1990                                                | 1990                                         |                                              | 183                                          | 21#                                          |
| 1995                                                | 1995                                         |                                              | 166                                          | 24#                                          |
| 2000                                                | 2000                                         |                                              | 140                                          | 24#                                          |
| 2005                                                | 2005                                         |                                              | 139                                          | 24#                                          |
| 2010                                                | 2010                                         |                                              | 112                                          | 24#                                          |
| 2015                                                | 2015                                         |                                              | 111                                          | 27#                                          |
| Anm.: Ny tätort 1980. Ej tätort 1990. # Som småort. |                                              |                                              |                                              |                                              |